# Grand Prix automobile de France 1993
GP précédent GP suivant
Le Grand Prix automobile de France 1993 (Rhône-Poulenc Grand Prix de France), disputé sur le circuit de Nevers Magny-Cours à 12 km au sud de Nevers le 4 juillet 1993, est la 540e épreuve du championnat du monde de Formule 1 courue depuis 1950 et la huitième manche du championnat 1993.

## Contexte avant le Grand Prix

### Annulation du Grand Prix puis retour au calendrier
En juillet 1992, quelques jours avant le Grand Prix de France, le tribunal de grande instance de Quimper, saisi en référé par le Comité national contre le tabagisme (CNCT), enjoint à la chaîne de télévision TF1 d'éviter la diffusion d'images des marques de cigarette lors des Grands Prix de Formule 1, sous peine d'une astreinte de 10 000 francs par plan séquence illégalement diffusé. La plainte s'appuie sur la loi Veil du 9 juillet 1976 qui interdit la propagande ou la publicité en faveur du tabac et de ses produits à la télévision.
TF1 diffuse le Grand Prix de France 1992 sans tenir compte de la Loi Veil car l'amendement Neuwirth prévoit des dérogations pour certaines manifestations sportives comme les Grands Prix de Formule 1.
Après une nouvelle plainte du CNCT, le tribunal de grande instance de Quimper condamne, le 22 octobre 1992, Williams à produire, sous astreinte d'un million de francs par jour, la convention de parrainage la liant au cigarettier Camel et aux sociétés Renault SA et Renault Sport, dans l'espoir que l'écurie anglaise renonce à arborer, le 8 novembre, les couleurs de son commanditaire au Grand Prix d'Australie,.
Frank Williams, propriétaire de l'écurie Williams, ne s'estimant pas concerné par la législation sur le tabac en France, passe outre la condamnation et alerte la Fédération internationale du sport automobile.

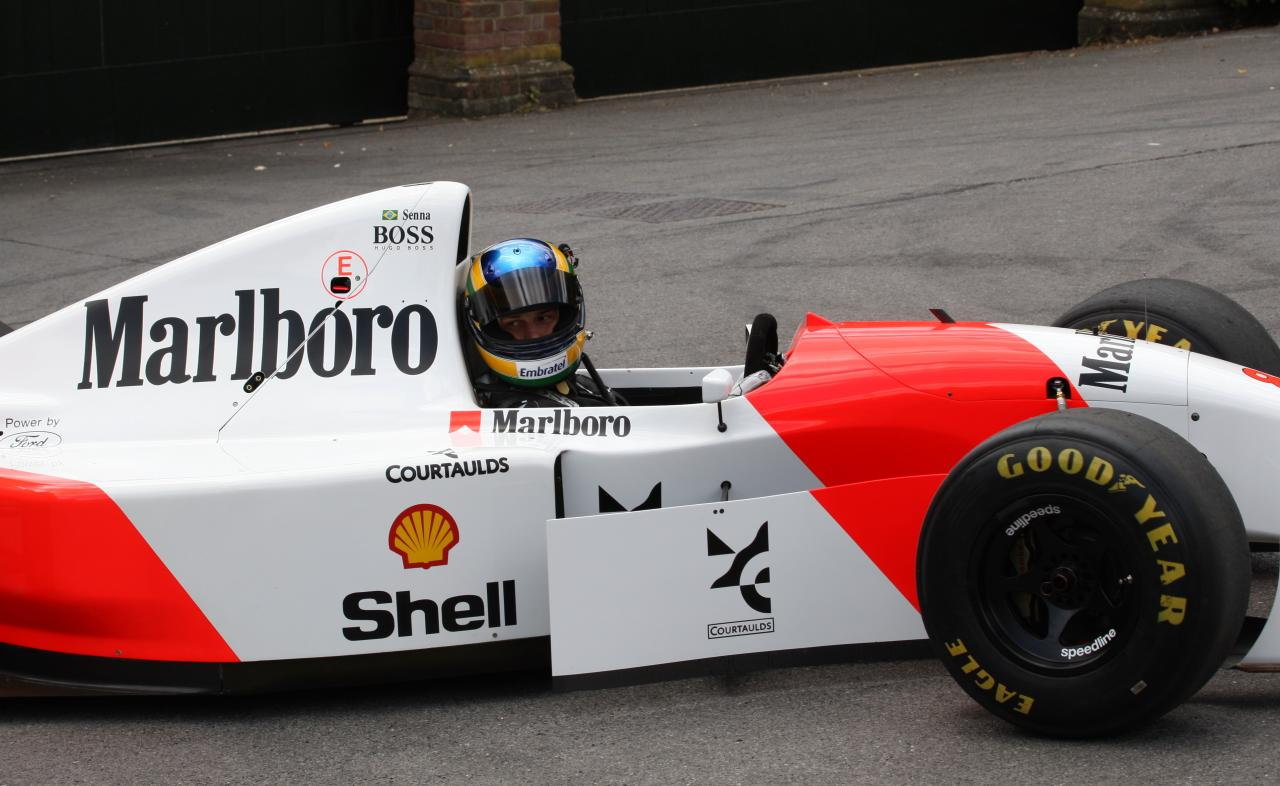
La McLaren de la saison 1993 affichant son sponsor lié au tabac.

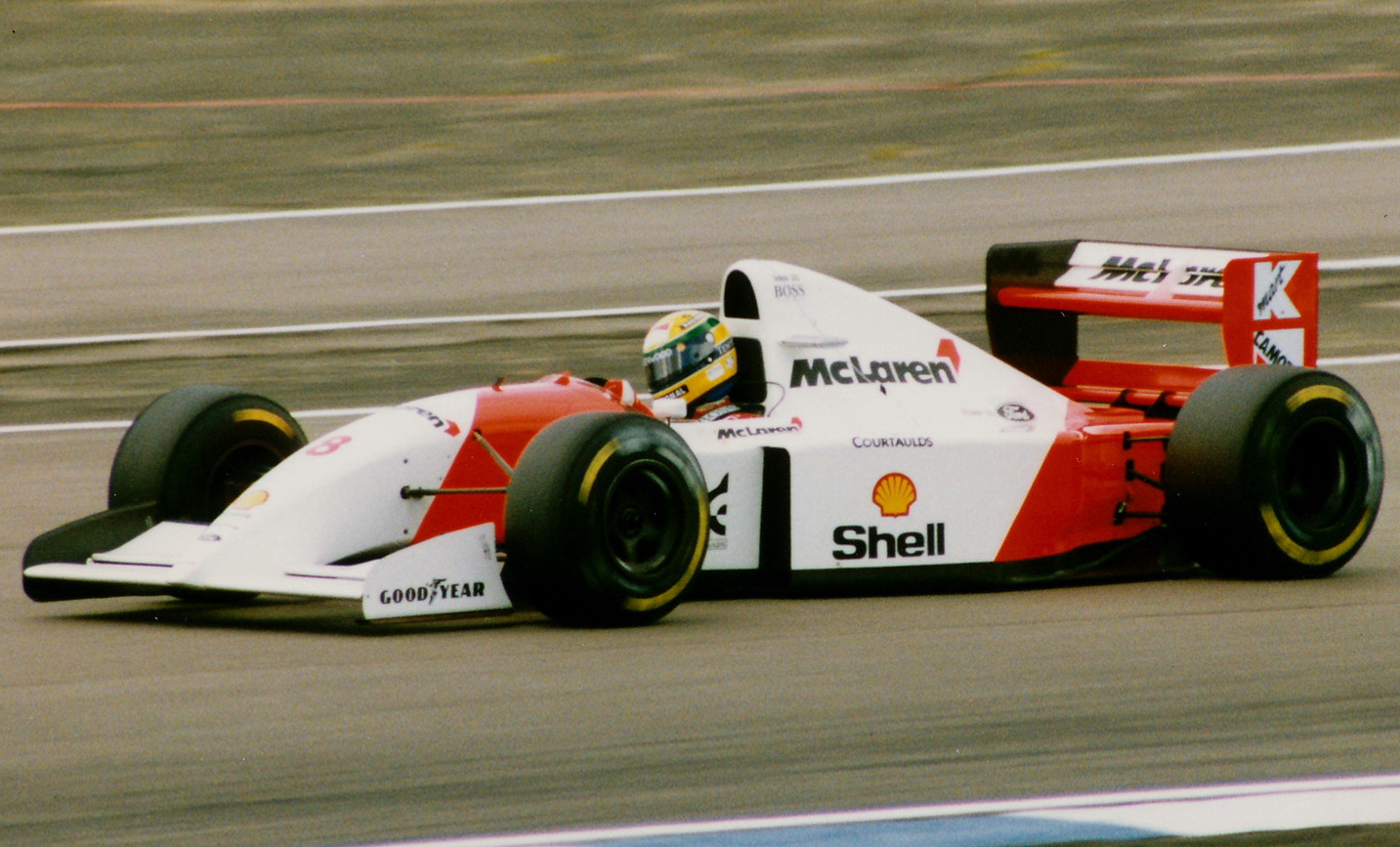
La McLaren de la saison 1993 sans son sponsor lié au tabac.

Mais cette décision de justice entraîne un risque quant à l'organisation du Grand Prix de France 1993, prévu à la date du 4 juillet : si le tribunal de Quimper fait appliquer son jugement à la demande du CNCT, le matériel de l'écurie Williams pourrait être saisi dès qu'il arrivera sur le sol français. Max Mosley, le président de la FISA écrit alors une lettre à Jean-Marie Balestre, président de la Fédération française du sport automobile : « C'est une situation que personne ne peut accepter. En conséquence, la FFSA doit, dès maintenant, donner à la FISA la garantie formelle qu'aucune voiture ou qu'aucun matériel ne fera l'objet d'une saisie judiciaire ou ne sera retenu sur le territoire français. Faute de cette garantie, le Grand Prix de France ne pourra être maintenu au calendrier du championnat du monde »
Malgré cette mise au point, le 8 décembre 1992, le président de la FFSA répond à la FISA qu'il n'est pas en mesure d'apporter les garanties réclamées pour l'organisation du Grand Prix de France à Magny-Cours. Le 10 décembre 1992, le Conseil mondial de la Fédération internationale du sport automobile annonce le retrait du Grand Prix de France du championnat du monde de Formule 1 1993.
Pour remédier à cette annulation, la loi Evin subit un premier amendement : les chaînes de télévisions françaises sont autorisées à retransmettre les Grands Prix étrangers même en cas d'apparition de publicités pour le tabac,,. De plus, le 4 février 1993, des garanties sont apportées par la FFSA concernant les amendements votés par le Parlement français, l'abandon par le CNCT des poursuites engagées en justice et la mise en place d'une commission chargée de répartir 450 millions de francs de crédits gouvernementaux destinés à compenser les budgets alloués par les cigarettiers. Cela incite le président de la FFSA à réclamer une procédure accélérée de rétablissement du Grand Prix de France au calendrier de la Formule 1.
Le Conseil mondial de l'automobile se prononce, le jeudi 25 février, pour le rétablissement du Grand Prix de France dans le championnat du monde de Formule 1.
La décision est officialisée le 1er avril 1993. Philippe Gurdjian, l'organisateur du Grand Prix de France, déclare dans une interview accordée au journal Libération en 1997 : « Au début, j'ai cru à une farce. Nous avons tout organisé sur trois mois. »
Les écuries se présentent finalement sans aucun sponsor de l'industrie du tabac au Grand Prix de France 1993 : ainsi, Williams remplace sur sa monoplace le logo de Camel par le logo de son écurie et McLaren fait de même avec Marlboro.

### Débuts de Jean Todt chez Ferrari
Le 11 mai 1993, Jean Todt est recruté par la Scuderia Ferrari au poste de directeur général. Il est le premier étranger à occuper ce poste et il prendra ses fonctions le 1er juillet 1993, à quelques jours du Grand Prix de France. Jean Todt est en effet sous contrat avec Peugeot Sport jusqu'au 30 juin, dont il est le directeur sportif depuis 1982. Sous sa direction, Peugeot remporte le championnat du monde des rallyes en 1985 et 1986, le Paris-Dakar de 1987 à 1990, la course de cotes de Pikes Peak en 1988 et 1989 et les 24 Heures du Mans en 1992 et 1993. Cette dernière victoire est d'autant plus significative puisqu'elle se déroule quelques jours avant le départ de Jean Todt pour Ferrari (l'épreuve mancelle a lieu les 19 et 20 juin) et que Peugeot signe un triplé retentissant.
La décision de Jean Todt de quitter Peugeot est liée au fait que la marque se retire de l'endurance à la fin de l'année 1993 mais ne souhaite pas s'engager en Formule 1,, alors que Todt veut poursuivre sa carrière dans cette discipline : « A quarante-sept ans, après douze années exceptionnelles passées chez Peugeot, mon choix était de poursuivre mes activités en Formule 1. Peugeot ayant renoncé, j'ai décidé après une longue réflexion de présenter ma démission dans les jours qui ont suivi cette annonce. A cette époque, je n'avais pas eu le moindre contact avec Ferrari ».
Ironie du sort, quelques mois après le départ de Jean Todt, Peugeot annonce son arrivée en F1 pour la saison 1994 en tant que motoriste de McLaren,,,,.

## Engagés
Sur les quatorze écuries inscrites au championnat du monde 1993, treize sont présentes au Grand Prix de France. L'écurie March-Ilmor a déclaré forfait à l'occasion du premier Grand Prix de la saison, en Afrique du Sud,.
| Écurie                      | Numéro | Pilotes              | Châssis        | Moteur                       | Pneus |
| --------------------------- | ------ | -------------------- | -------------- | ---------------------------- | ----- |
| Canon Williams Team         | 0      | Damon Hill           | Williams FW15C | Renault RS5 3.5 V10          | G     |
| Canon Williams Team         | 2      | Alain Prost          | Williams FW15C | Renault RS5 3.5 V10          | G     |
| Tyrrell Racing Organisation | 3      | Ukyo Katayama        | Tyrrell 020C   | Yamaha OX10A 3.5 V10         | G     |
| Tyrrell Racing Organisation | 4      | Andrea De Cesaris    | Tyrrell 020C   | Yamaha OX10A 3.5 V10         | G     |
| Camel Benetton Ford         | 5      | Michael Schumacher   | Benetton B193B | Ford Cosworth HB 3.5 V8      | G     |
| Camel Benetton Ford         | 6      | Riccardo Patrese     | Benetton B193B | Ford Cosworth HB 3.5 V8      | G     |
| Marlboro McLaren            | 7      | Michael Andretti     | McLaren MP4/8  | Ford Cosworth HB 3.5 V8      | G     |
| Marlboro McLaren            | 8      | Ayrton Senna         | McLaren MP4/8  | Ford Cosworth HB 3.5 V8      | G     |
| Footwork Mugen Honda        | 9      | Derek Warwick        | Footwork FA14  | Mugen-Honda MF-351HB 3.5 V10 | G     |
| Footwork Mugen Honda        | 10     | Aguri Suzuki         | Footwork FA14  | Mugen-Honda MF-351HB 3.5 V10 | G     |
| Team Lotus                  | 11     | Alessandro Zanardi   | Lotus 107B     | Ford Cosworth HB 3.5 V8      | G     |
| Team Lotus                  | 12     | Johnny Herbert       | Lotus 107B     | Ford Cosworth HB 3.5 V8      | G     |
| Sasol Jordan                | 14     | Rubens Barrichello   | Jordan 193     | Hart 1035 3.5 V10            | G     |
| Sasol Jordan                | 15     | Thierry Boutsen      | Jordan 193     | Hart 1035 3.5 V10            | G     |
| Larrousse F1                | 19     | Philippe Alliot      | Larrousse LH93 | Lamborghini 3512 3.5 V12     | G     |
| Larrousse F1                | 20     | Érik Comas           | Larrousse LH93 | Lamborghini 3512 3.5 V12     | G     |
| Lola BMS Scuderia Italia    | 21     | Michele Alboreto     | Lola T93/30    | Ferrari 040 3.5 V12          | G     |
| Lola BMS Scuderia Italia    | 22     | Luca Badoer          | Lola T93/30    | Ferrari 040 3.5 V12          | G     |
| Minardi F1 Team             | 23     | Christian Fittipaldi | Minardi M193   | Ford Cosworth HB 3.5 V8      | G     |
| Minardi F1 Team             | 24     | Fabrizio Barbazza    | Minardi M193   | Ford Cosworth HB 3.5 V8      | G     |
| Ligier Gitanes Blondes      | 25     | Martin Brundle       | Ligier JS39    | Renault RS5 3.5 V10          | G     |
| Ligier Gitanes Blondes      | 26     | Mark Blundell        | Ligier JS39    | Renault RS5 3.5 V10          | G     |
| Scuderia Ferrari            | 27     | Jean Alesi           | Ferrari F93A   | Ferrari 041 3.5 V12          | G     |
| Scuderia Ferrari            | 28     | Gerhard Berger       | Ferrari F93A   | Ferrari 041 3.5 V12          | G     |
| Sauber                      | 29     | Karl Wendlinger      | Sauber C12     | Sauber 2175 3.5 V10          | G     |
| Sauber                      | 30     | Jyrki Järvilehto     | Sauber C12     | Sauber 2175 3.5 V10          | G     |

## Résultats des qualifications
La première séance se déroule le vendredi après-midi de 13h00 à 13h45 et elle est limitée à douze tours complets maximum par pilote. Damon Hill réalise le meilleur temps devant Alain Prost, Michael Schumacher, Ayrton Senna et Jean Alesi. Michele Alboreto se montre le plus lent et occupe la place de non qualifié.
La deuxième séance a lieu le samedi après-midi de 13h00 à 13h45 et elle est limitée à douze tours complets maximum par pilote. Tous les pilotes améliorent leur meilleure marque sauf Michael Schumacher, Aguri Suzuki et Johnny Herbert. Damon Hill réalise la pole position devant son coéquipier Alain Prost.
C'est la première pole position de la carrière de Damon Hill et il empêche Alain Prost, auteur des sept premières poles de la saison d'en signer une huitième consécutive, ce qui lui aurait permis d'égaler le record d'Ayrton Senna, réalisé du Grand Prix d'Espagne 1988 au Grand Prix des États-Unis 1989,,,.
Derrière les deux Williams-Renault, on trouve les deux pilotes britanniques de l'écurie française Ligier-Renault : Martin Brundle et Mark Blundell. Il y a ainsi quatre moteurs Renault aux quatre premières places sur la grille de départ. La bonne réussite du camp tricolore à domicile est renforcée par la sixième place de Jean Alesi et la présence dans le Top 10 des deux pilotes français de l'écurie française Larrousse : Érik Comas et Philippe Alliot.
Comme lors de la première séance, Michele Alboreto réalise le moins bon temps et hérite de la vingt-sixième place, synonyme de non-qualification pour la course.
| Pos.                    | Pilote               | Écurie                           | Première séance | Première séance | Première séance | Deuxième séance | Deuxième séance | Deuxième séance | Grille |
| Pos.                    | Pilote               | Écurie                           | Temps           | Vitesse moyenne | Tours           | Temps           | Vitesse moyenne | Tours           | Grille |
| ----------------------- | -------------------- | -------------------------------- | --------------- | --------------- | --------------- | --------------- | --------------- | --------------- | ------ |
| 01                      | Damon Hill           | Williams-Renault                 | 1 min 15 s 051  | 203,861 km/h    | 12              | 1 min 14 s 382  | 205,695 km/h    | 12              | 01     |
| 02                      | Alain Prost          | Williams-Renault                 | 1 min 15 s 725  | 202,047 km/h    | 12              | 1 min 14 s 524  | 205,303 km/h    | 12              | 02     |
| 03                      | Martin Brundle       | Ligier-Renault                   | 1 min 16 s 847  | 199,097 km/h    | 11              | 1 min 16 s 169  | 200,869 km/h    | 11              | 03     |
| 04                      | Mark Blundell        | Ligier-Renault                   | 1 min 16 s 834  | 199,131 km/h    | 12              | 1 min 16 s 203  | 200,779 km/h    | 11              | 04     |
| 05                      | Ayrton Senna         | McLaren-Ford                     | 1 min 16 s 782  | 199,265 km/h    | 12              | 1 min 16 s 264  | 200,619 km/h    | 12              | 05     |
| 06                      | Jean Alesi           | Ferrari                          | 1 min 16 s 825  | 199,154 km/h    | 12              | 1 min 16 s 662  | 199,577 km/h    | 12              | 06     |
| 07                      | Michael Schumacher   | Benetton-Ford                    | 1 min 16 s 720  | 199,426 km/h    | 11              | 1 min 16 s 745  | 199,362 km/h    | 11              | 07     |
| 08                      | Rubens Barrichello   | Jordan-Hart                      | 1 min 17 s 347  | 197,810 km/h    | 12              | 1 min 17 s 168  | 198,269 km/h    | 12              | 08     |
| 09                      | Érik Comas           | Larrousse-Lamborghini            | 1 min 18 s 180  | 195,702 km/h    | 12              | 1 min 17 s 170  | 198,264 km/h    | 12              | 09     |
| 10                      | Philippe Alliot      | Larrousse-Lamborghini            | 1 min 18 s 230  | 195,577 km/h    | 11              | 1 min 17 s 190  | 198,212 km/h    | 9               | 10     |
| 11                      | Karl Wendlinger      | Sauber-Ilmor                     | 1 min 17 s 650  | 197,038 km/h    | 11              | 1 min 17 s 315  | 197,892 km/h    | 11              | 11     |
| 12                      | Riccardo Patrese     | Benetton-Ford                    | 1 min 17 s 675  | 196,975 km/h    | 12              | 1 min 17 s 362  | 197,772 km/h    | 12              | 12     |
| 13                      | Aguri Suzuki         | Footwork-Mugen-Honda             | 1 min 17 s 441  | 197,570 km/h    | 12              | 1 min 17 s 518  | 197,374 km/h    | 12              | 13     |
| 14                      | Gerhard Berger       | Ferrari                          | 1 min 18 s 741  | 194,308 km/h    | 12              | 1 min 17 s 456  | 197,532 km/h    | 12              | 14     |
| 15                      | Derek Warwick        | Footwork-Mugen-Honda             | 1 min 19 s 180  | 193,231 km/h    | 12              | 1 min 17 s 598  | 197,170 km/h    | 12              | 15     |
| 16                      | Michael Andretti     | McLaren-Ford                     | 1 min 18 s 585  | 194,694 km/h    | 12              | 1 min 17 s 659  | 197,015 km/h    | 12              | 16     |
| 17                      | Alessandro Zanardi   | Lotus-Ford                       | 1 min 18 s 331  | 195,325 km/h    | 10              | 1 min 17 s 706  | 196,896 km/h    | 11              | 17     |
| 18                      | Jyrki Järvilehto     | Sauber-Ilmor                     | 1 min 19 s 252  | 193,055 km/h    | 12              | 1 min 17 s 812  | 196,628 km/h    | 11              | 18     |
| 19                      | Johnny Herbert       | Lotus-Ford                       | 1 min 17 s 862  | 196,502 km/h    | 12              | 1 min 18 s 104  | 195,893 km/h    | 12              | 19     |
| 20                      | Thierry Boutsen      | Jordan-Hart                      | 1 min 18 s 685  | 194,446 km/h    | 12              | 1 min 17 s 997  | 196,161 km/h    | 12              | 20     |
| 21                      | Ukyo Katayama        | Tyrrell-Yamaha                   | 1 min 20 s 553  | 189,937 km/h    | 12              | 1 min 19 s 143  | 193,321 km/h    | 11              | 21     |
| 22                      | Luca Badoer          | Lola BMS Scuderia Italia-Ferrari | 1 min 21 s 931  | 186,743 km/h    | 12              | 1 min 19 s 493  | 192,470 km/h    | 11              | 22     |
| 23                      | Christian Fittipaldi | Minardi-Ford                     | 1 min 19 s 968  | 191,327 km/h    | 12              | 1 min 19 s 519  | 192,407 km/h    | 6               | 23     |
| 24                      | Fabrizio Barbazza    | Minardi-Ford                     | 1 min 21 s 113  | 188,626 km/h    | 2               | 1 min 19 s 691  | 191,992 km/h    | 12              | 24     |
| 25                      | Andrea De Cesaris    | Tyrrell-Yamaha                   | 1 min 21 s 024  | 188,883 km/h    | 12              | 1 min 19 s 856  | 191,595 km/h    | 12              | 25     |
| Place non qualificative |                      |                                  |                 |                 |                 |                 |                 |                 |        |
| 26                      | Michele Alboreto     | Lola BMS Scuderia Italia-Ferrari | 1 min 22 s 106  | 186,344 km/h    | 12              | 1 min 20 s 130  | 190,940 km/h    | 9               | Nq     |

## Course

### Déroulement de la course
Damon Hill vire en tête au premier virage devant Alain Prost. Prost s'empare de la tête de la course au vingt-septième tour, grâce à un meilleur arrêt aux stands lors des changements de pneus. En fin de course, l'écurie Williams fige les positions de ses pilotes, afin d'assurer son premier doublé de la saison, comme le reconnaît Alain Prost après l'arrivée : « Nous avons maintenu nos positions dans les derniers tours. Ce ne sont pas des instructions, mais une stratégie normale de course pour une écurie en passe de réussir un doublé. »
La troisième place revient à Michael Schumacher qui a doublé Ayrton Senna à huit tours de l'arrivée.

### Classement de la course
| Pos. | No | Pilote               | Écurie                | Tours | Temps/Abandon                      | Grille | Points |
| ---- | -- | -------------------- | --------------------- | ----- | ---------------------------------- | ------ | ------ |
| 1    | 2  | Alain Prost          | Williams-Renault      | 72    | 1 h 38 min 35 s 241 (186,231 km/h) | 2      | 10     |
| 2    | 0  | Damon Hill           | Williams-Renault      | 72    | + 0 s 342                          | 1      | 6      |
| 3    | 5  | Michael Schumacher   | Benetton-Ford         | 72    | + 21 s 209                         | 7      | 4      |
| 4    | 8  | Ayrton Senna         | McLaren-Ford          | 72    | + 32 s 405                         | 5      | 3      |
| 5    | 25 | Martin Brundle       | Ligier-Renault        | 72    | + 33 s 795                         | 3      | 2      |
| 6    | 7  | Michael Andretti     | McLaren-Ford          | 71    | + 1 tour                           | 16     | 1      |
| 7    | 14 | Rubens Barrichello   | Jordan-Hart           | 71    | + 1 tour                           | 8      |        |
| 8    | 23 | Christian Fittipaldi | Minardi-Ford          | 71    | + 1 tour                           | 23     |        |
| 9    | 19 | Philippe Alliot      | Larrousse-Lamborghini | 70    | + 2 tours                          | 10     |        |
| 10   | 6  | Riccardo Patrese     | Benetton-Ford         | 70    | + 2 tours                          | 12     |        |
| 11   | 25 | Thierry Boutsen      | Jordan-Hart           | 70    | + 2 tours                          | 20     |        |
| 12   | 10 | Aguri Suzuki         | Footwork-Mugen-Honda  | 70    | + 2 tours                          | 13     |        |
| 13   | 9  | Derek Warwick        | Footwork-Mugen-Honda  | 70    | + 2 tours                          | 15     |        |
| 14   | 28 | Gerhard Berger       | Ferrari               | 70    | + 2 tours                          | 14     |        |
| 15   | 4  | Andrea De Cesaris    | Tyrrell-Yamaha        | 68    | + 4 tours                          | 25     |        |
| 16   | 20 | Érik Comas           | Larrousse-Lamborghini | 66    | Boîte de vitesses                  | 9      |        |
| Abd. | 27 | Jean Alesi           | Ferrari               | 47    | Moteur                             | 6      |        |
| Abd. | 22 | Luca Badoer          | BMS Lola-Ferrari      | 28    | Suspension                         | 22     |        |
| Abd. | 29 | Karl Wendlinger      | Sauber-Ilmor          | 25    | Boîte de vitesses                  | 11     |        |
| Abd. | 30 | Jyrki Järvilehto     | Sauber-Ilmor          | 22    | Boîte de vitesses                  | 18     |        |
| Abd. | 26 | Mark Blundell        | Ligier-Renault        | 20    | Sortie de piste                    | 4      |        |
| Abd. | 12 | Johnny Herbert       | Lotus-Ford            | 16    | Sortie de piste                    | 19     |        |
| Abd. | 24 | Fabrizio Barbazza    | Minardi-Ford          | 16    | Boîte de vitesses                  | 24     |        |
| Abd. | 3  | Ukyo Katayama        | Tyrrell-Yamaha        | 12    | Fuite d'huile                      | 21     |        |
| Abd. | 11 | Alessandro Zanardi   | Lotus-Ford            | 9     | Suspension                         | 17     |        |

## Pole position et record du tour
- Pole position : Damon Hill en 1 min 14 s 382 (vitesse moyenne : 205,695 km/h).
- Meilleur tour en course : Michael Schumacher en 1 min 19 s 256 au 47e tour (vitesse moyenne : 193,045 km/h).

## Tours en tête
- Damon Hill : 26 (1-26)
- Alain Prost : 46 (27-72)

## Statistiques
- 49e victoire pour Alain Prost.
- le 100e podium d'Alain Prost ; le Français est le premier pilote à atteindre ce cap [33],[34].
- 66e victoire pour Williams en tant que constructeur.
- 46e victoire pour Renault en tant que motoriste.
- 8e et dernier Grand Prix de Fabrizio Barbazza qui laisse sa place à Pierluigi Martini pour le reste de la saison.